# Stegnosperma halimifolium
Stegnosperma halimifolium är en tvåhjärtbladig växtart som beskrevs av George Bentham. Stegnosperma halimifolium ingår i släktet Stegnosperma och familjen Stegnospermataceae. Inga underarter finns listade i Catalogue of Life.